# ARCO Tower
ARCO Tower (actuellement connue sous le nom de 1055 West Seventh) est un immeuble de bureaux de grande hauteur situé au 1055 West Seventh Street à Los Angeles, en Californie. Il possède 33 étages et atteint une hauteur de 141 mètres, ce qui en fait le 32e plus haut bâtiment de Los Angeles et le deuxième plus haut de Westlake. Il se distingue de la ligne d'horizon, car il se trouve de l'autre côté de l'autoroute 110 (Harbor) à l'inverse de la majorité des gratte-ciel du centre-ville de Los Angeles. De plus le seul bâtiment à proximité à être plus grand est 1100 Wilshire. L'immeuble a une superficie au sol de 205 054 m2 et a été conçu par Gin Wong Associates. La construction du bâtiment a commencé en 1988 et s'est achevée en 1989. Le bâtiment faisait partie des trois tours ARCO situées à quelques pâtés de maisons les unes des autres. Depuis 1998 et le déménagement d'ARCO, le bâtiment est renommé 1055 West Seventh.
En 2013, le prestataire de soins LA Care installe son siège social dans le bâtiment.